# Águas Claras (Distrito Federal)
| Região Administrativa de Águas Claras                     |                                                                                           |
| Vista parcial com o Bosque Águas claras em primeiro plano |                                                                                           |
| \| \| \| \|                                               |                                                                                           |
| Região Administrativa XX                                  |                                                                                           |
| Fundação: 16 de dezembro de 1992 (32 anos)                |                                                                                           |
| Lei de criação: 3153 de 06 de maio de 2003                |                                                                                           |
| Mapa de Águas Claras                                      |                                                                                           |
| Limites:                                                  | Taguatinga, Vicente Pires, Arniqueira, Park Way, Guará, Núcleo Bandeirante e Riacho Fundo |
| Distância de Brasília:                                    | 19 km                                                                                     |
| Administrador(a):                                         | Francisco de Assis da Silva (Chicão)                                                      |
| Área                                                      |                                                                                           |
| - Total                                                   | 9,18 km²                                                                                  |
| População                                                 |                                                                                           |
| - Total                                                   | 120.107 habitantes 2021 PDAD/CODEPLAN                                                     |
| IDH                                                       | 0,956 muito alto PNUD/2010                                                                |
| Site governamental                                        | www.aguasclaras.df.gov.br                                                                 |
|                                                           |                                                                                           |
|                                                           |                                                                                           |

Águas Claras é uma região administrativa do Distrito Federal brasileiro.

## História

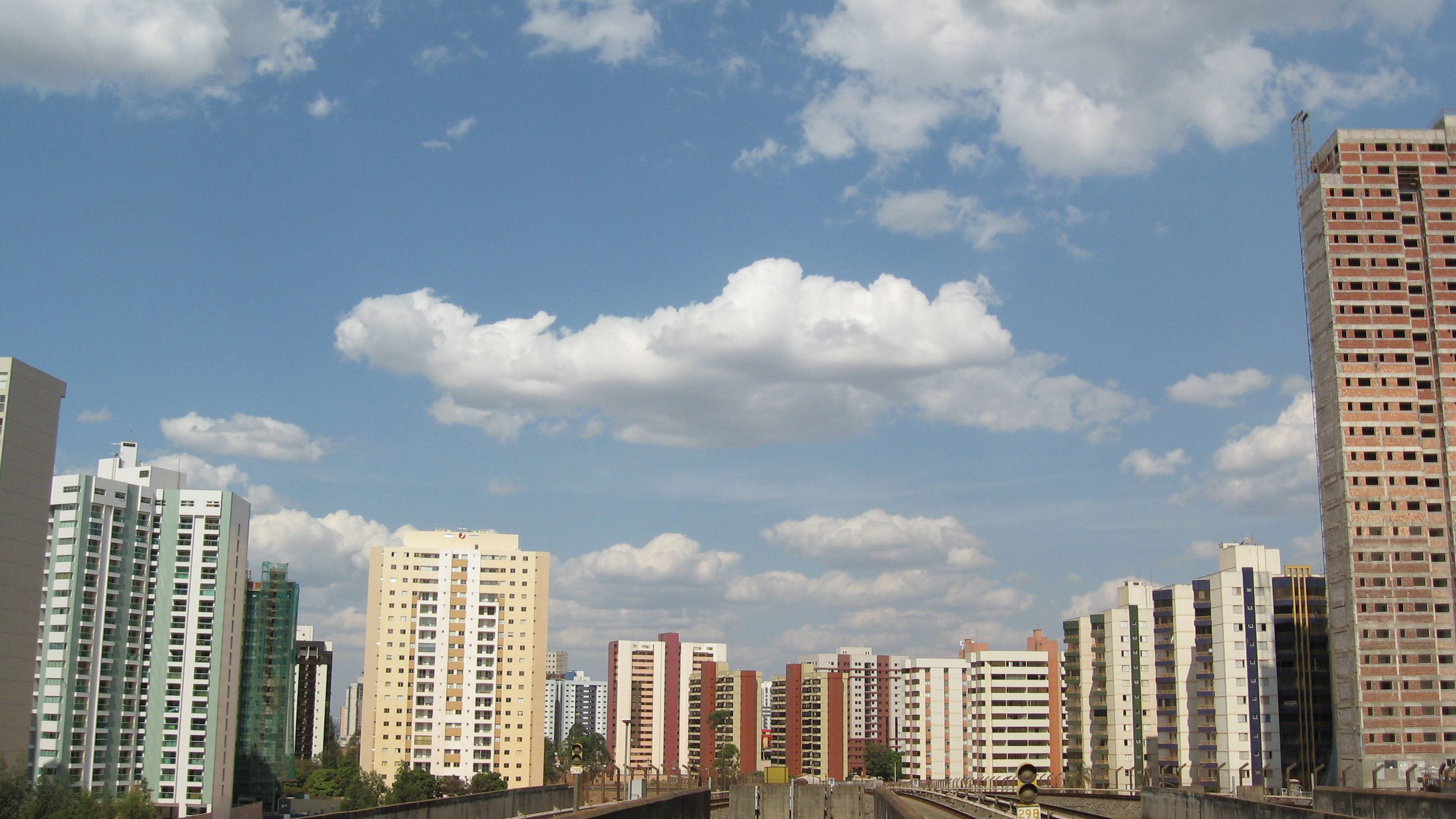
Águas Claras vista da estação do metrô em 2007

Em 16 de dezembro de 1992 a Lei 385 autorizou a implantação do bairro Águas Claras na região administrativa de Taguatinga e aprovou o respectivo plano de ocupação. Projetada pelo arquiteto e urbanista Paulo Zimbres, Águas Claras começou a ser construída logo após sua criação.
Águas Claras foi fundada em 16 de dezembro de 1992, recebendo a condição de região administrativa, conforme a Lei 3153, de 06 de maio de 2003. Este fato ocorre 10 anos após as primeiras construções do antigo bairro.
Águas Claras situa-se entre Taguatinga, Vicente Pires, Park Way, Guará, Núcleo Bandeirante e Riacho Fundo, sendo sua principal via de acesso a Estrada Parque Taguatinga (EPTG). Nesta, localiza-se o viaduto Israel Pinheiro, inaugurado em 16 de agosto de 2008, que dá acesso à cidade. Outra importante via de acesso é a Estrada Parque Vicente Pires (EPVP), que forma uma ligação entre a EPTG e a Estrada Parque Núcleo Bandeirante (EPNB), passando no meio do Park Way.
Os limites da poligonal de Águas Claras ainda não foram publicados oficialmente, mas a Administração Regional de Águas Claras considera que ela é delimitada ao norte pela Estrada Parque Taguatinga (EPTG / DF-085), a leste pelo Córrego Vicente Pires, a sul pela Estrada Parque Núcleo Bandeirante (EPNB / DF-075) e a oeste pela Estrada Parque Contorno (EPCT / DF-001 / Pistão Sul).
Faz parte da conurbação oeste de Brasília, que abriga as chamadas saídas Sul (região da BR-040 e BR-060) e Oeste (região da BR-070).
Águas Claras tem uma área de aproximadamente 31,5 km² e uma população de cerca de 120.107 habitantes (PDAD 2021).

## Etimologia
Seu nome é uma referência ao córrego homônimo que nasce na região e abastece o Lago Paranoá.

## Subdivisões
Águas Claras é dividida nas áreas de Águas Claras Norte e Sul.
Os trilhos do metrô dividem Águas Claras nestes lados. As ruas são numeradas seguindo um modelo: Rua 20 Sul; Rua 21 Sul… (ao sul) e Rua 20 Norte; Rua 21 Norte… (ao norte); estes padrões formam parte do endereçamento.
As avenidas, alamedas e praças possuem nomes inspirados em espécies largamente utilizadas no paisagismo: Araucárias, Castanheiras, Flamboyant, Ipê Amarelo, Jequitibá, Pau-Brasil, Paineiras, Pitangueiras, Bem-te-vi, Eucaliptos, etc.

## Parque ecológico

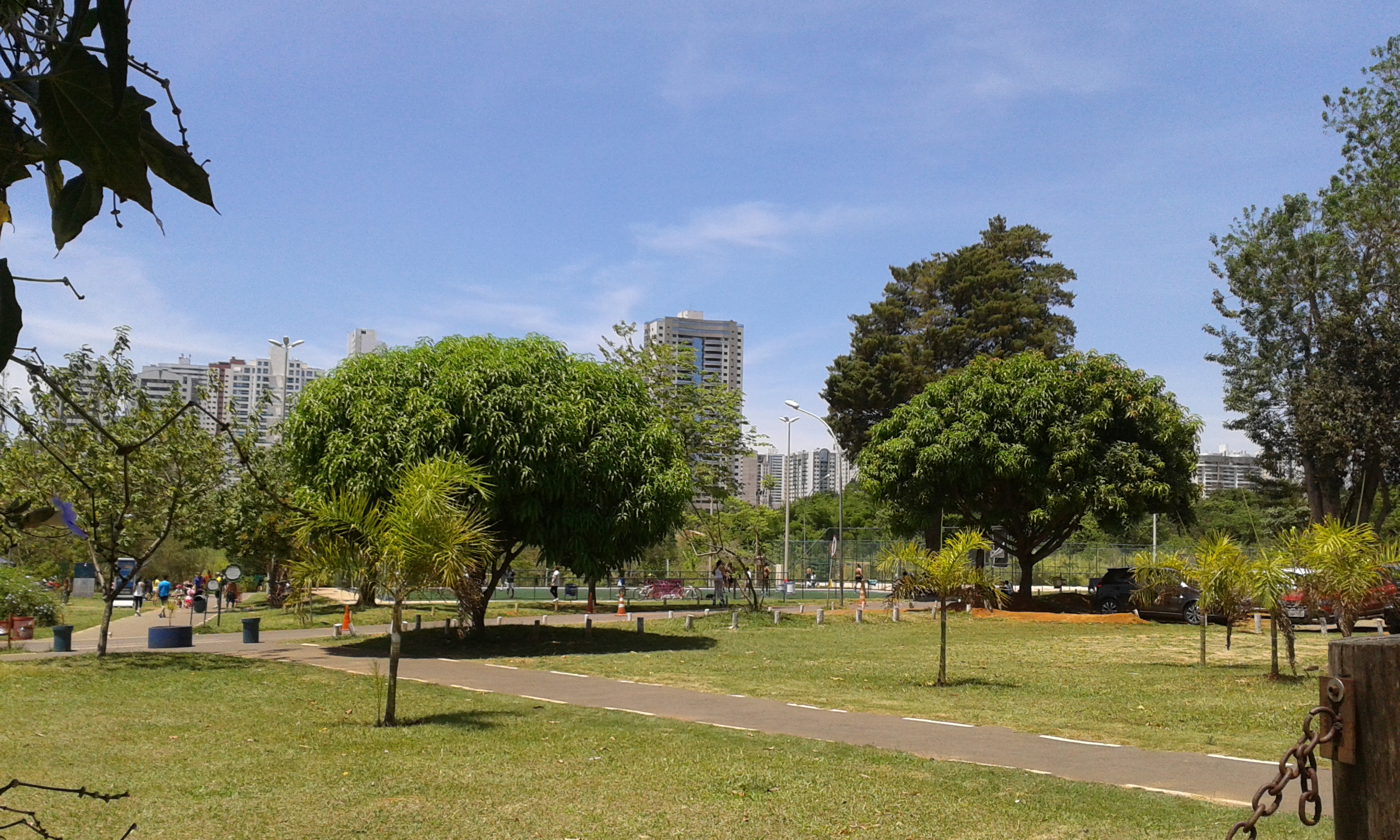
Parque Ecológico de Águas Claras

O Parque Ecológico de Águas Claras é um verdejante parque ecológico. Estabeleceu-se em 2000 por projeto de lei do Governo do Distrito Federal e é dotado de razoável estrutura. Além do prédio da administração e de um outro para eventos, possui várias quadras desportivas; playground; trilhas para caminhada e ciclismo. Dentro do parque também funciona uma unidade da polícia florestal.
Uma pequena mas exuberante reserva de mata ciliar acompanha os pequenos riachos que cruzam o parque. Há ainda dois lagos onde somente é permitida a contemplação. O parque é repleto de árvores frutíferas, plantadas por antigos chacareiros que ali habitavam antes da implantação do parque.

## Economia

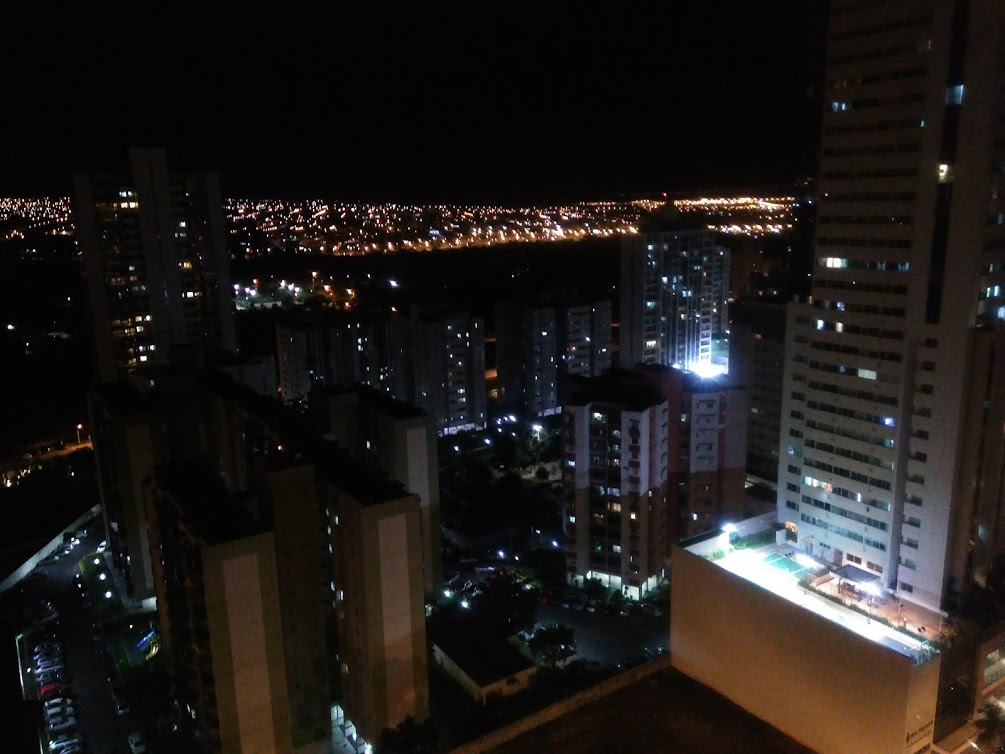
Visão noturna de Águas Claras vista de um prédio

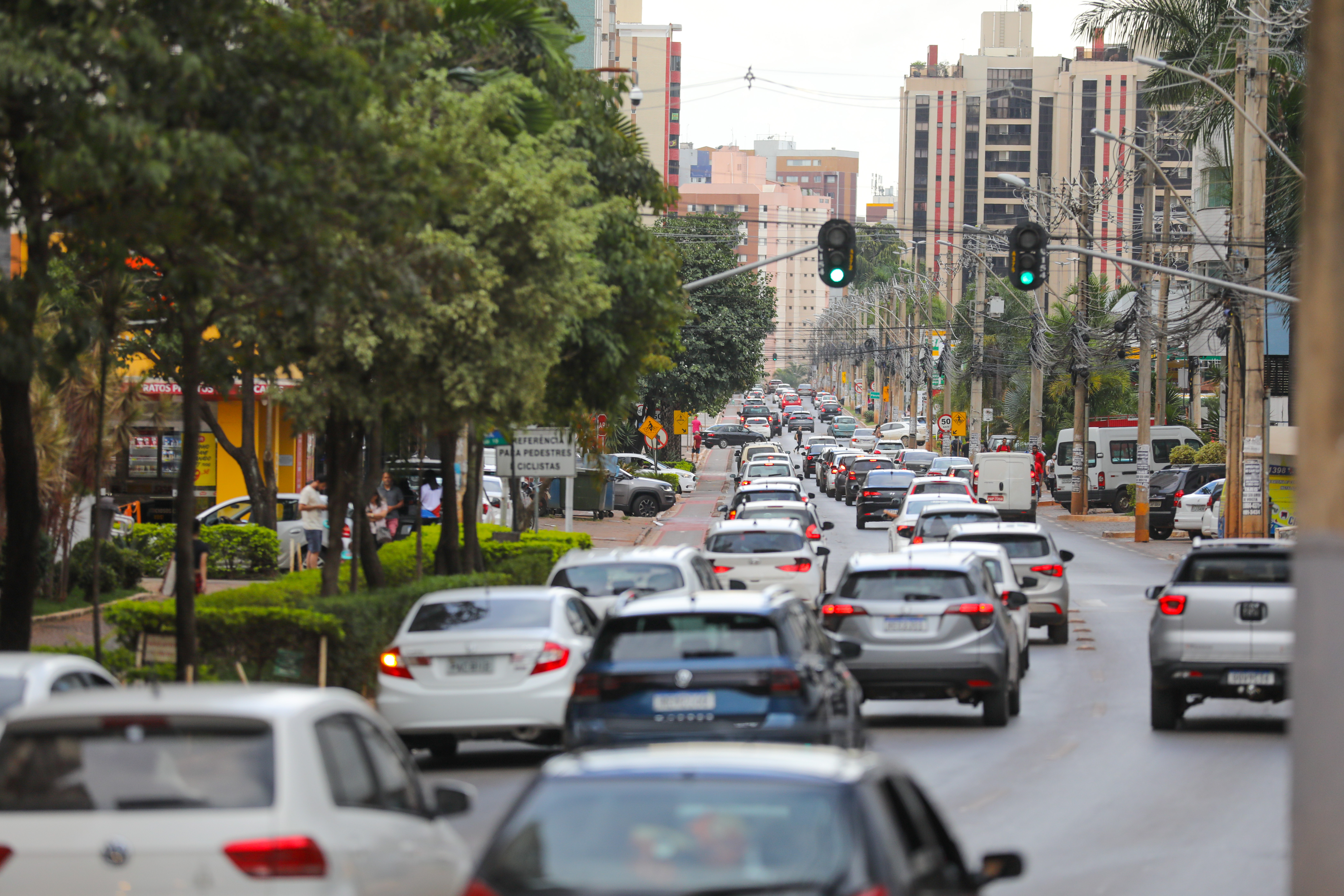
Aspecto

A região administrativa foi a 6ª região com lançamentos mais caros do Brasil em 2012, segundo o "Anuário do Mercado Imobiliário Brasileiro da Lopes", com nove empreendimentos, totalizando 1.607 unidades e 619 milhões de reais em "Valor Geral de Vendas". Comparativamente, o Distrito Federal foi o quarto maior mercado nacional em 2012, com lançamentos que somaram um VGV de 3,3 bilhões de reais.

### Renda
A tabela a seguir demonstra a Renda Domiciliar Média Mensal e Per Capita Média Mensal por setor de Águas Claras em 2014.
| Setor                 | Renda Domiciliar Mensal | Renda Domiciliar Mensal     | Renda Per Capita Mensal | Renda Per Capita Mensal     |
| Setor                 | Valores Absolutos R$    | Valores em Salários Mínimos | Valores Absolutos R$    | Valores em Salários Mínimos |
| --------------------- | ----------------------- | --------------------------- | ----------------------- | --------------------------- |
| Águas Claras          | 8.704,96                | 12,02                       | 3.372,71                | 4,66                        |
| Águas Claras Vertical | 12.081,00               | 16,69                       | 4.504,51                | 6,22                        |
| Arniqueiras           | 7.904,77                | 10,92                       | 2.235,05                | 3,09                        |
| Areal                 | 4.228,56                | 5,84                        | 1.291,65                | 1,78                        |

 Fonte: Codeplan - Pesquisa Distrital por Amostra de Domicílios - Águas Claras - PDAD 2013/2014

## Infraestrutura
O crescimento rápido da região administrativa, com dezenas de prédios residenciais sendo inaugurados a cada ano, fez com que Águas Claras fosse considerada, em meados da década de 2010, o maior canteiro de obras da América Latina.

### Transporte

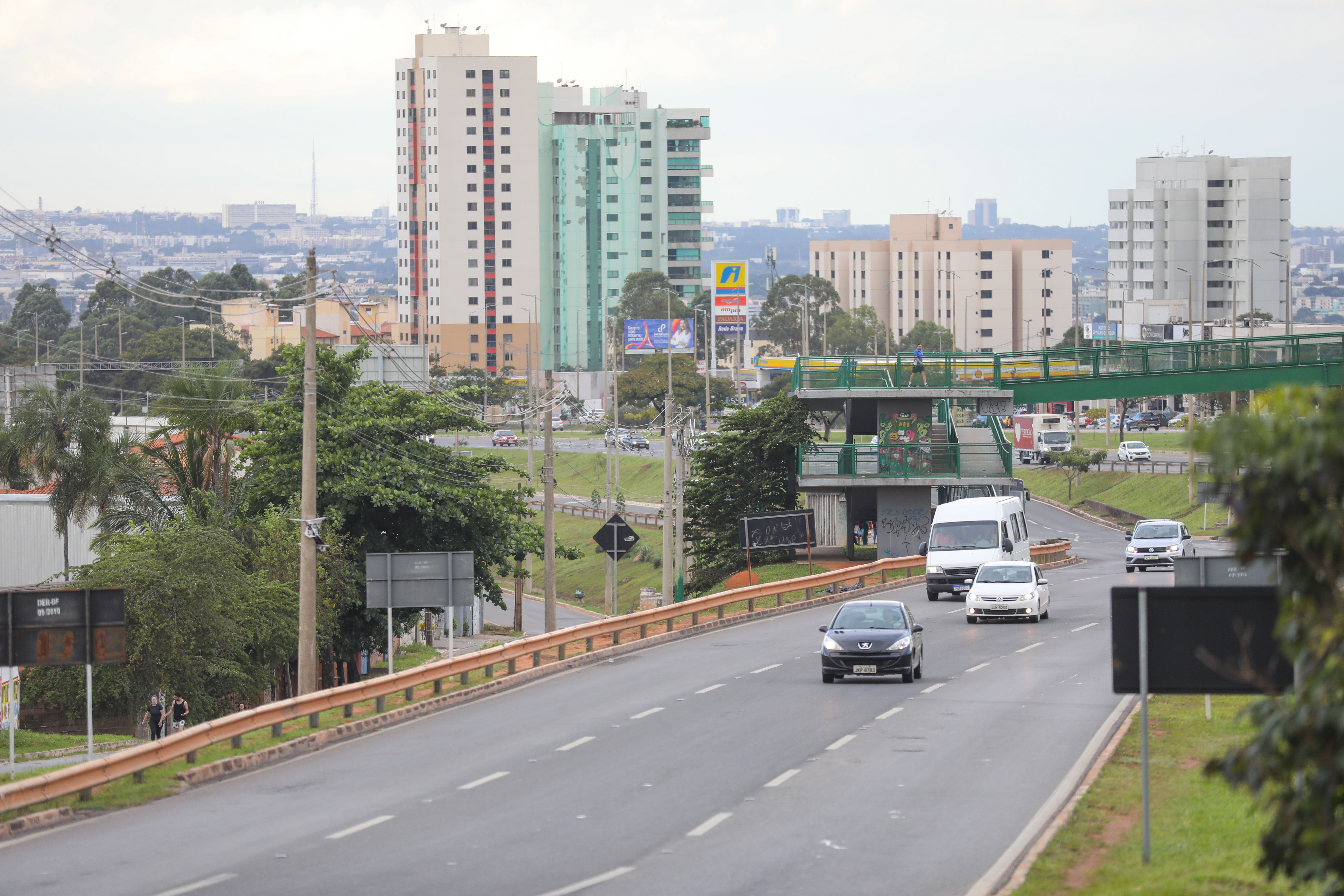
Via EPTG em Águas Claras

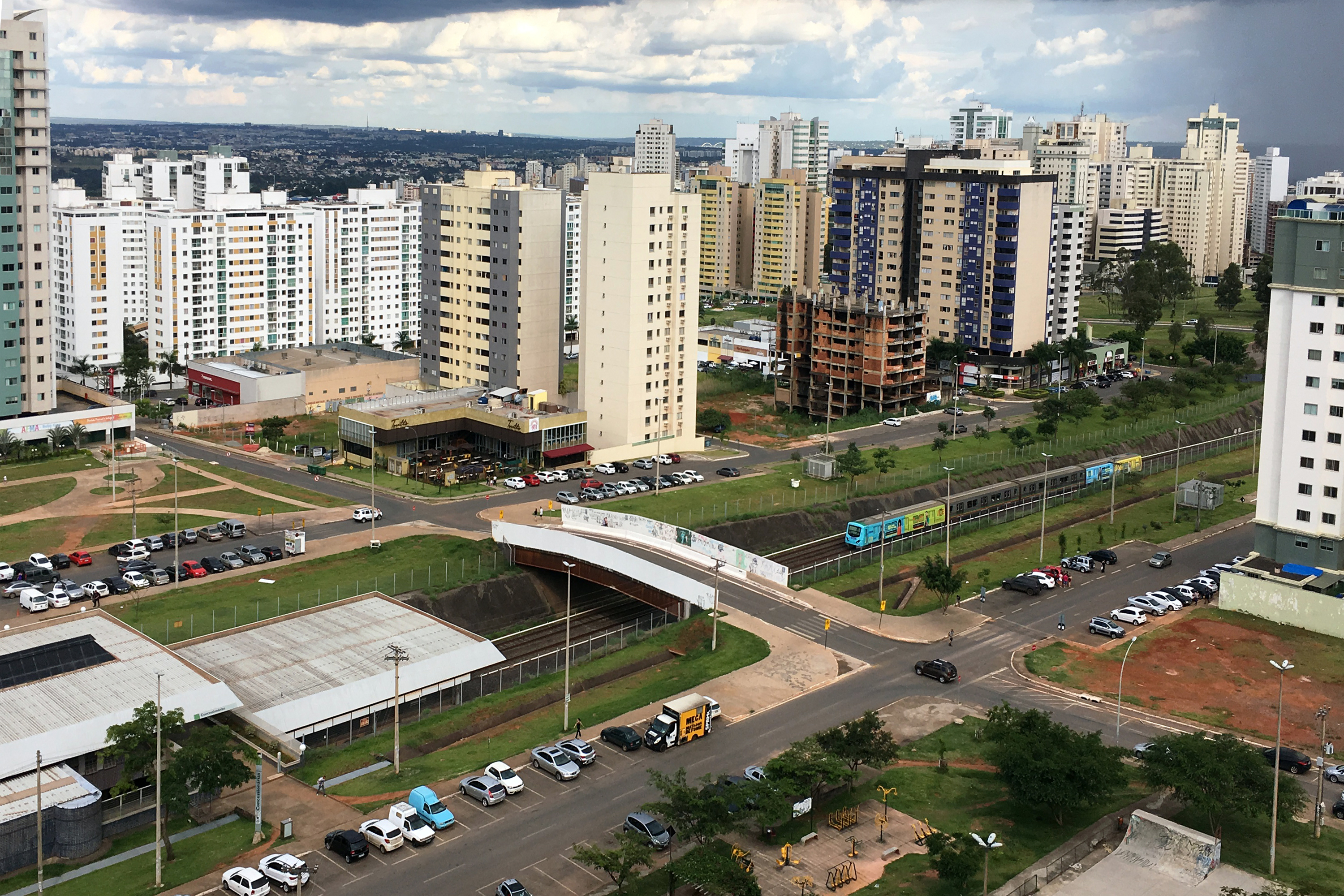
Entorno da Estação Concessionárias em Águas Claras

Águas Claras é cortada pela linha do Metrô do Distrito Federal e possui quatro estações: Arniqueiras, Águas Claras, Concessionárias e Estrada Parque. A cidade é atendida por linhas regulares de ônibus para o Plano Piloto, Taguatinga e Ceilândia.
Com a inauguração de um conjunto de quatro viadutos em 24 de janeiro de 2009, as Avenidas Araucárias e Castanheiras e os Boulervards que margeiam a linha do metrô se transformaram em vias de mão única, promovendo dessa forma a fluidez do trânsito local.
A reforma da Estrada Parque Taguatinga (EPTG), parcialmente entregue à população em novembro de 2010, diminuiu o tempo de percurso entre Águas Claras e a região central de Brasília. Com mais faixas de rolamento e vias marginais para auxiliar o fluxo de veículos, a EPTG passou a integrar a "Linha Verde", constante do projeto Brasília Integrada. Prevista no projeto inicial, a ciclovia da EPTG só foi entregue parcialmente em 2019. A obra prevê ainda a implementação de corredor exclusivo para ônibus, o BRT-Oeste. 
Outra obra prevista para a região é a construção da Estrada Parque Interbairros (EPIB), que ligará a região central de Brasília a Samambaia, passando ao lado de Águas Claras.
O transporte público ainda é insuficiente, repetindo um problema crônico presente em todo o Distrito Federal. Muitos pontos de ônibus de Águas Claras ainda não possuem abrigos, causando transtornos aos usuários. Devido à expansão da linha e à inauguração de novas estações do metrô em Ceilândia, em 2008, o sistema metroviário passou a apresentar sinais de esgotamento, com atrasos e superlotação de trens, prejudicando um dos principais meios de ligação entre Águas Claras e outras localidades do Distrito Federal.

### Saúde, educação e segurança
Águas Claras ainda não dispõe de hospital e escolas públicas. Em Águas Claras vertical existe uma creche pública. A 21ª Delegacia de Polícia, que atende à região, está localizada no Areal. A partir de 2008, foram inaugurados postos da Polícia Militar, nas proximidades das Avenida Araucárias e Castanheiras. A ausência de infraestrutura de serviços públicos faz com que a população recorra aos serviços existentes em Taguatinga ou na região central de Brasília.